# Eyvindarfjörður
Eyvindarjörður (in lingua islandese: Fiordo di Eyvind) è un fiordo situato nella parte orientale della regione dei Vestfirðir, i fiordi occidentali dell'Islanda. 

## Descrizione
Eyvindarjörður è un piccolo fiordo situato nella contea di Strandasýsla, nella parte orientale dei Vestfirðir. È posizionato tra Ófeigsfjörður a sud e la baia di Drangavík a nord. 
Allo sbocco del fiordo c'era una fattoria, sotto al Drangavíkurfjall, ma risulta abbandonata da tempo. Il fiume Eyvindarfjarðará va a sfociare nel fiordo; per permettere l'attraversamento è stata costruita una passerella, in considerazione dell'instabilità del terreno circostante.
Secondo quanto riportato dai naturalisti Eggert Ólafsson e Bjarni Pálsson che visitarono la contea di Strandasýsla nel XVIII secolo nel corso del loro viaggio attraverso l'Islanda, c'erano ancora case abitate sul promontorio di Engines, che separa il fiordo a nord dalla baia di Drangavík.

## Denominazione
Secondo il Landnámabók, lo storico libro degli insediamenti in Islanda, il fiordo prende il nome dal colono Eyvind Herröðarson. I suoi fratelli, Ingólfur e Ófeigur, si stabilirono in due fiordi adiacenti che da loro presero il nome di Ingólfsfjörður e Ófeigsfjörður.

## Storia
Nel 1787, la nave mercantile Fortuna si incagliò appena fuori dal fiordo e tutto l'equipaggio perse la vita nel naufragio. Tra le mercanzie la nave trasportava anche molte casse di liquori. Alcuni oggetti in dotazione alla nave furono portati a riva dalla marea, altri recuperati dagli abitanti del posto. Halldór Jakobsson, lo sceriffo di Strandamani, avrebbe dovuto occuparsi di salvare il resto del carico e gli oggetti di valore, ma lasciò che gli abitanti si impossessassero di quello che trovavano e fu spesso visto ubriaco. Le merci recuperate furono abbandonate sulla riva per più di sei mesi e si deteriorarono presto o furono vendute a basso prezzo dallo stesso sceriffo Halldór nelle vicine località. Per questo suo comportamento indecoroso, lo sceriffo fu successivamente rimosso dall'incarico.